# Coppa delle Nazioni 1932
La Coppa delle Nazioni 1932 fu l'11ª edizione della omonima manifestazione di hockey su pista. Venne disputata in Svizzera nella città di Montreux dal 25 al 28 marzo 1932 e fu organizzata dal Montreux Hockey Club.
Il torneo fu vinto dallo Herne Bay United per la prima volta nella sua storia.

## Squadre partecipanti
- ERC Stoccarda
- Herne Bay United
- Montreux
- Milan
- Stade Bordelais

## Svolgimento del torneo

### Risultati
|                  | HER | STO | MON | MIL | BOR |
| ---------------- | --- | --- | --- | --- | --- |
| Herne Bay United |     | 9-1 | 5-1 | 5-3 | 9-0 |
| ERC Stoccarda    | 2-2 |     | 4-2 | 3-3 | 5-3 |
| Montreux         | 4-4 | 4-4 |     | 4-0 | 3-3 |
| Milan            | 4-7 | 0-4 | 0-3 |     | 4-3 |
| Stade Bordelais  | 3-6 | 3-5 | 1-5 | 2-5 |     |

### Classifica
|    | Squadra          | PT | G | V | N | P | GF | GS | Diff. |
| -- | ---------------- | -- | - | - | - | - | -- | -- | ----- |
| 1. | Herne Bay United | 14 | 8 | 6 | 2 | 0 | 47 | 18 | +27   |
| 2. | ERC Stoccarda    | 11 | 8 | 4 | 3 | 1 | 27 | 26 | +1    |
| 3. | Montreux         | 9  | 8 | 3 | 3 | 2 | 26 | 21 | +5    |
| 4. | Milan            | 5  | 8 | 2 | 1 | 5 | 19 | 31 | -12   |
| 5. | Stade Bordelais  | 1  | 8 | 0 | 1 | 7 | 18 | 41 | -23   |

## Campioni
| Vincitore Coppa delle Nazioni 1932 |
| ---------------------------------- |
| Herne Bay United 1º titolo         |